# Coelotes wangi
Coelotes wangi är en spindelart som beskrevs av Chen och Zhao 1997. Coelotes wangi ingår i släktet Coelotes och familjen mörkerspindlar. Inga underarter finns listade i Catalogue of Life.